# Amara-See
Der Amara-See (rumänisch Lacul Amara, englisch Lake Amara) ist ein Salzwasser-Liman (Steppensee) an der Straße Slobozia–Buzău in der Nähe von Amara im Kreis Ialomița, Rumänien.

## Beschreibung
Der See hat eine Fläche von 132 ha, eine Länge von 4 km und eine Breite zwischen 200 m und 800 m, während die maximale Tiefe 3 m erreicht. Das Wasservolumen beträgt 2.600.000 m³.
Der See liegt in einer Senke, die keine Verbindung zum Fluss Ialomița hat. 
Aufgrund des Fehlens einer ganzjährig konstanten Süßwasserzufuhr und der durch das trockene Klima ausgelösten Verdunstung ist die Salzkonzentration im See recht hoch. 
Das hypertonische Wasser ist reich an Sulfat-, Bikarbonat-, Chlorid-, Jodid-, Bromid- und Magnesiumsalzen, was zur Bildung eines Heilschlamms führte, der zur Behandlung verschiedener Krankheiten eingesetzt wird.
Die allgemeine Mineralienkonzentration des Wassers liegt bei etwa 9,8 g/l.
Der sapropelische Schlamm (Faulschlamm) enthält etwa 40 % organische und 41 % mineralische Substanzen.
Der Schlamm wird Menschen mit Erkrankungen des Bewegungsapparats, mit gynäkologischen Erkrankungen (insbesondere Unfruchtbarkeit) und Dermatosen (Hautkrankheiten) aller Art empfohlen. 
Nicht empfohlen wird der Schlamm für Menschen mit Herz-Kreislauf-Erkrankungen, Morbus Basedow, Asthma oder Infektionskrankheiten.
Das am Seeufer gelegene Amara Resort verfügt über rund 2000 Unterkünfte in drei Hotels. Das Lebăda Hotel ist mit 507 Zimmern das größte Hotel des Resorts und eines der größten Hotels des Landes (Stand 2011).
Anscheinend ist der See seit Mai 2022 komplett ausgetrocknet.

## Mikroorganismen
Die Zusammensetzung des Seewassers war und ist hier wie auch am Techirghiol-See Anlass zu eingehenden limnologischen Untersuchungen, beispielsweise von Paul-Adrian Bulzu et al. (2019). Mit Hilfe der Metagenomik konnten eine Reihe von Asgard-Archaeen identifiziert werden, darunter der Thorarchaeota, Heimdallarchaeota und Lokiarchaeota (Stämme AMARA_1, AMARA_1S, AMARA_2S etc.).